# Messier 71
Messier 71 (còn được gọi là M71 hoặc NGC 6838) là cụm sao cầu trong chòm sao Thiên Tiễn. Nó được Philippe Loys de Chéseaux phát hiện vào năm 1745 và được Charles Messier đưa vào danh mục các thiên thể không giống sao chổi vào năm 1780. Nó cũng được Koehler ghi nhận tại Dresden vào khoảng năm 1775.
Cụm sao này nằm cách Trái Đất khoảng 12.000 năm ánh sáng và trải dài khoảng 27 năm ánh sáng. Sao biến quang bất thường Z Sagittae là một thành viên của cụm sao này.
M71 trong một thời gian dài cho đến thập niên 1970 được cho là cụm sao phân tán dày đặc, cũng được các nhà thiên văn học hàng đầu trong lĩnh vực nghiên cứu cụm sao phân loại như vậy vì nó không có sự nén ép phần trung tâm dày đặc và các sao của nó có nhiều "kim loại" hơn mức thông thường cho một cụm sao cầu cổ đại; hơn nữa, nó thiếu các sao biến quang "cụm" kiểu RR Lyrae thường thấy trong hầu hết các cụm sao cầu. Tuy nhiên, quang trắc hiện đại đã phát hiện một đoạn "nhánh ngang" ngắn trong biểu đồ H-R của M71, và đó là đặc trưng của một cụm sao cầu. Độ ngắn của nhánh ngang này giải thích việc thiếu vắng các sao biến quang RR Lyrae và là do độ tuổi tương đối trẻ chỉ 9-10 tỷ năm của cụm sao cầu này. Tuổi trẻ tương đối của cụm sao cầu này cũng giải thích sự phổ biến của "kim loại" trong các ngôi sao của cụm sao này. Do đó ngày nay M71 được tính là cụm sao cầu có độ tập trung rất lỏng lẻo, giống như M68 ở chòm sao Trường Xà. M71 có độ sáng gấp khoảng 13.200 Mặt Trời. 

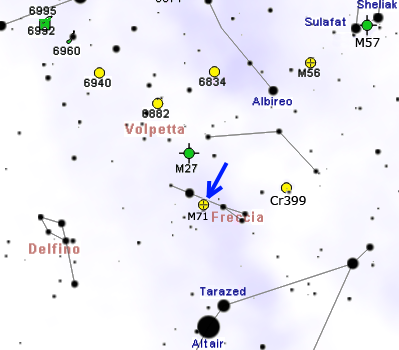
Bản đồ chỉ ra vị trí của M71